# Pierre de Castelnau

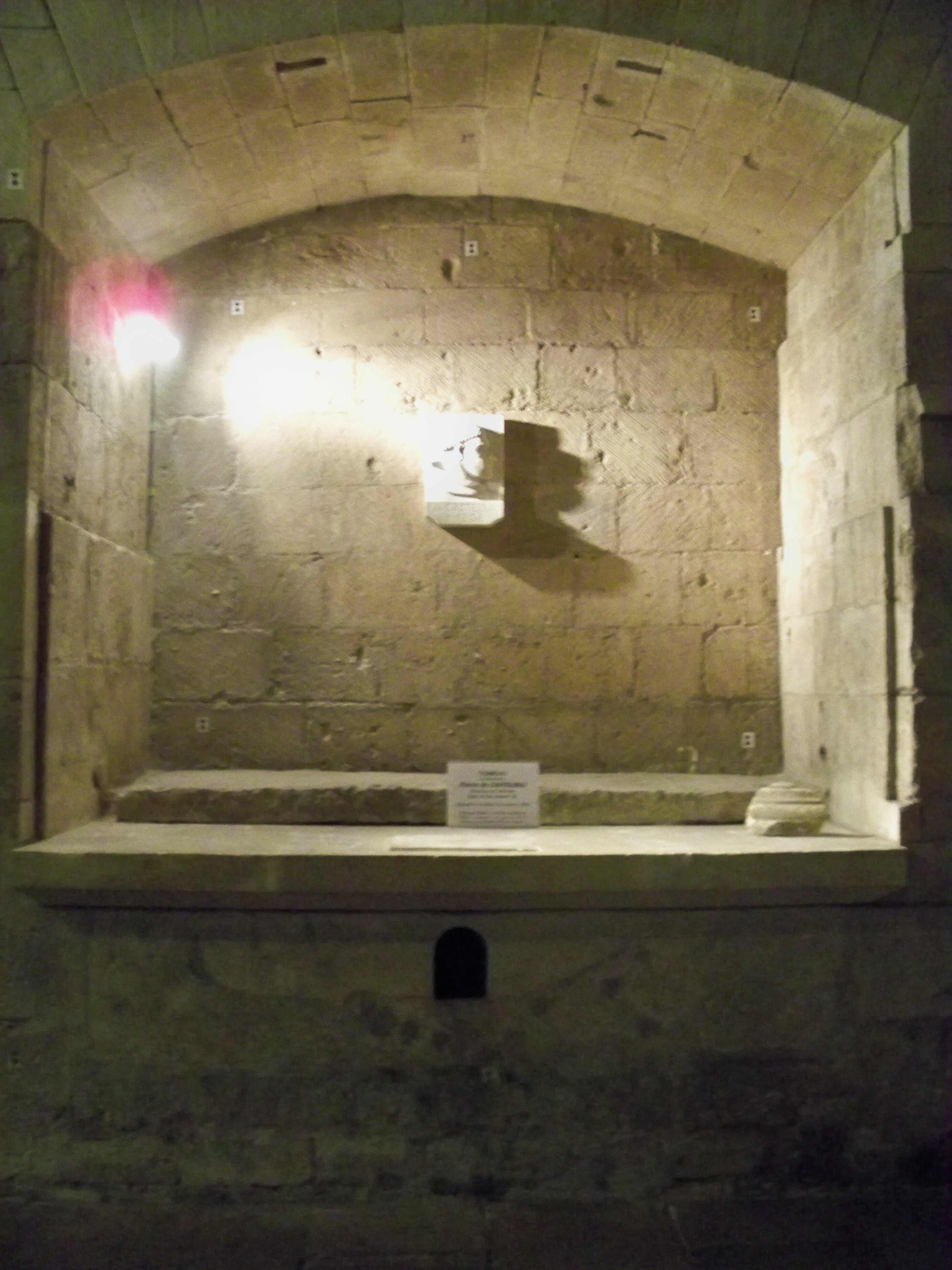
Het graf van Pierre de Castelnau

Pierre de Castelnau ( 1170- 15 januari 1208) was een Franse geestelijke die een belangrijke rol speelde in het voorspel dat leidde tot de Albigenzer kruistocht.
Pierre werd geboren in het bisdom Montpellier. Hij was aartsdiaken van het kapittel van Maguelone toen Paus Innocentius III hem in 1199 benoemde tot pauselijk legaat ter bekering van de katharen in midden Frankrijk. In 1202 vinden we hem terug als cisterciënzermonnik in de abdij Sainte-Marie de Fontfroide nabij Narbonne. Later legde hij zich toe op de bekering van ketters, eerst in de regio van Toulouse en later in Vivès. In 1203 werd hij pauselijk legaat voor de Languedoc en de Provence, maar zijn pogingen om de adel aan te zetten tot een meer repressieve houding tegen de katharen zetten weinig zoden aan de dijk.
Hier kwam hij in aanvaring met Raymond VI van Toulouse die weigerde mee te werken aan zijn plannen tegen de katharen, waarop Pierre Raymond excommuniceerde. Kort daarop, op 15 januari 1208, bij het verlaten van Saint-Gilles en na een tumultueus onderhoud met Raymond, werd hij door een onbekende vermoord. Innocentius III, die onmiddellijk Raymond VI van de moord beschuldigde (zonder dat daar ooit bewijzen voor worden gevonden), liet deze kans niet liggen om eindelijk de door hem reeds lang gewenste kruistocht op te starten.
Zijn laatste woorden waren: “ Mag God je vergeven zoals ik jou vergeef”.
- Bibliothèque nationale de France: cb18070819b (data)
- Gemeinsame Normdatei: 142403296
- International Standard Name Identifier: 0000 0001 2294 7594
- Library of Congress Control Number: no2011108871
- Système universitaire de documentation: 121573672
- Virtual International Authority File: 147350427
- WorldCat: E39PBJtcFRft7ThqYhBtTvJJjC